# Trung tâm Quốc tế về Nghiên cứu Bảo tồn và Phục hồi các di sản văn hóa
Trung tâm Quốc tế về Nghiên cứu Bảo tồn và Phục hồi các di sản văn hóa (ICCROM) là một tổ chức liên chính phủ hoạt động trong lĩnh vực bảo tồn di sản văn hóa. 
Thành lập năm 1956, trong khuôn khổ Hội nghị toàn thể UNESCO tại New Delhi, ICCROM ra đời 3 năm sau đó với trụ sở chính đặt tại Rome, Ý cho đến ngày nay.Trải qua hơn 60 năm hoạt động, ICCROM đã hỗ trợ và hợp tác với các quốc gia thành viên trong vấn đề bảo tồn các di sản văn hóa thông qua các chương trình đào tạo, thông tin, nghiên cứu, hợp tác và vận động.
Các chương trình trên nhằm mục tiêu thúc đẩy lĩnh vực bảo tồn và phục hồi các di sản trên thế giới cũng như nâng cao nhận thức về tầm quan trọng của di sản văn hóa đối với nhân loại.
Hiện có 136 quốc gia và vùng lãnh thổ là thành viên của tổ chức.

## Sứ mệnh
Sứ mệnh của ICCROM được quy định trong các điều lệ soạn thảo (và sửa đổi vào ngày 25 tháng 11 năm 2009) ngay trước khi tổ chức được thành lập.
Điều 1, Mục đích và chức năng:
Trung tâm Quốc tế Nghiên cứu Bảo tồn và Phục hồi các di sản văn hóa', sau đây gọi tắt là “ICCROM”, góp phần bảo tồn và khôi phục di sản văn hóa trên toàn thế giới bằng cách khởi xướng, phát triển, thúc đẩy và tạo điều kiện cho việc bảo tồn và phục hồi di sản. Theo đó, ICCROM sẽ thực hiện các chức năng sau:
1.      thu thập, nghiên cứu và phổ biến các thông tin liên quan đến các vấn đề khoa học, kỹ thuật và đạo đức liên quan đến bảo tồn và phục hồi tài sản văn hóa;
2.       phối hợp, khuyến khích hoặc tổ chức nghiên cứu trong lĩnh vực dựa trên các phương  tiện: ủy thác nhiệm vụ cho các cơ quan hoặc các chuyên gia trong ngành, tổ chức các cuộc họp quốc tế, xuất bản các ấn phẩm và trao đổi chuyên gia;
3.        đưa ra lời khuyên và các khuyến nghị về các vấn đề chung hoặc cụ thể liên quan đến việc bảo tồn và khôi phục di sản văn hóa;
4.       thúc đẩy, phát triển và triển khai các chương trình đào tạo liên quan đến việc bảo tồn và khôi phục tài sản văn hóa; cải thiện các điều kiện và kĩ năng bảo tồn và phục hồi di sản;
5.       khuyến khích các ý tưởng nhằm nâng cao sự hiểu biết của công chúng về việc bảo tồn và phục hồi các vật thể văn hóa.

### Hoạt động
ICCROM góp phần vào việc gìn giữ các di sản văn hóa thông qua năm lĩnh vực hoạt động: đào tạo, thông tin, nghiên cứu, hợp tác và vận động.

#### Đào tạo
ICCROM góp phần vào việc đào tạo thông qua thông qua phát triển các tài liệu giáo dục, các hoạt động đào tạo trên toàn thế giới cũng như triển khai các chương trình thực tập và nghiên cứu sinh. Từ năm 1966 đến nay, đã có 6900 học viên tham gia các khóa học do ICCROM thiết kế và tổ chức. Nội dung các khóa học bao trùm nhiều lĩnh vực từ bảo tồn di tích khảo cổ, kiểm kê và tư liệu hóa các kiến trúc xây dựng cho đến các biện pháp bảo tồn phòng ngừa và quản lý rủi ro cho các bộ sưu tập trong bảo tàng vv. Ngoài ra, các vật liệu cụ thể như đá, gỗ, vải, các tư liệu âm thanh và hình ảnh, cũng như tình hình bảo tồn tại một số khu vực địa lý cũng được đưa vào các chương trình đào tạo.

#### Thông tin
Thư viện ICCROM sở hữu một trong những nguồn thông tin đồ sộ nhất thế giới về bảo tồn và khôi phục di sản văn hóa với hơn120.000 tài liệu tham khảo bao gồm sách, báo cáo và tạp chí chuyên ngành bằng hơn 70 ngôn ngữ. Ngoài ra, ICCROM cũng lưu giữ hơn 200.000 hình ảnh về các vật thể cũng như địa danh văn hóa liên quan đến các hoạt động khoa học và giáo dục của tổ chức trên toàn thế giới. Trang web của ICCROM cũng là một cổng thông tin toàn diện về các khóa học, hoạt động, sự kiện quốc tế, và cơ hội việc làm và đào tạo trong lĩnh vực bảo tồn và phục hồi di sản văn hóa.

#### Nghiên cứu
ICCROM hỗ trợ các chương trình nghiên cứu của các tổ chức bảo tồn văn hóa, thúc đẩy việc chia sẻ tri thức, đồng thời tạo ra môi trường làm việc có lợi cho sự trao đổi và hợp tác giữa các nhà nghiên cứu. Qua đó, tổ chức đã thiết lập một mạng lưới rộng lớn các chuyên gia và tổ chức cùng hợp tác hoạt động trong lĩnh vực bảo tồn di sản.

#### Hợp tác
ICCROM khuyến khích hợp tác quốc tế, liên vùng và liên ngành bằng cách tập hợp các chuyên gia và tổ chức hoạt động trong nhiều lĩnh vực từ khắp nơi trên thế giới nhằm đưa ra tư vấn kỹ thuật, tổ chức các chương trình giáo dục - đào tạo và khảo sát thực tế.

#### Vận động
ICCROM có vai trò nâng cao nhận thức và hỗ trợ việc bảo tồn và phục hồi di sản ở tất cả các cấp, từ các cơ quan toàn cầu, chính phủ các quốc gia cho đến cộng đồng. ICCROM hỗ trợ kỹ thuật cho các nước thành viên thông qua việc chia sẻ tài liệu giảng dạy và thông tin cũng như thông qua tổ chức hội thảo và các khóa đào tạo chuyên môn.

## Lịch sử
Chiến tranh thế giới thứ hai kết thúc đặt ra nhu cầu cấp bách về việc khôi phục các di tích và các hình thức di sản văn hóa khác bị hư hại hoặc phá hủy trong cuộc chiến. Trước bối cảnh đó, ICCROM đã ra đời với vai trò là cơ quan quốc tế về nghiên cứu và đào tạo trong lĩnh vực bảo tồn di sản, dẫn dắt các quốc gia khắc phục hậu quả nặng nề từ cuộc chiến.
Năm 1956, đề nghị thành lập tổ chức đã được thông qua tại kỳ họp thứ chín của Hội nghị toàn thể UNESCO tại New Delhi và năm 1957, một thỏa thuận đã được ký kết giữa Chính phủ nước Cộng hòa Ý và UNESCO cho phét đặt trụ sở trung tâm tại Rome vào năm 1959.
Tiến sĩ Harold.J. Plenderleith, người có thời gian dài phụ trách phòng nghiên cứu tại Bảo tàng Anh, Luân Đôn, được bổ nhiệm làm Tổng giám đốc đầu tiên.
Trung tâm ngay lập tức tạo ra một mạng lưới các chuyên gia và các tổ chức chuyên môn trên toàn thế giới nhằm bảo tồn và khôi phục các di sản văn hóa. Hợp tác chặt chẽ với UNESCO, Trung tâm đã tham gia các chiến dịch quốc tế và tổ chức các cuộc khảo sát khoa học để hỗ trợ các nước thành viên. Các hoạt động trong thời gian này bao gồm việc bảo tồn các ngôi mộ cổ ở Thung lũng sông Nile, phục hồi các bức họa tại các nhà thờ Moldavia, phát triển trung tâm nghiên cứu bảo tồn quốc gia ở Ấn Độ và bảo tồn di sản văn hóa sau lũ lụt và động đất ở Guatemala, Ý và Montenegro. Những năm đầu thập niên 60 đánh dấu sự ra đời của các các khóa học đầu tiên về bảo tồn các di tích lịch sử do ICCROM phối hợp với trường Đại học Rome. Các khóa học thường niên được triển khai sau đó liên quan đến các vấn đề đa dạng như: bảo tồn tranh tường hợp tác cùng Trung tâm Phục chế ở Rome (từ năm 1968), nguyên tắc khoa học về bảo tồn vật thể và vật liệu (1974) và về bảo tồn phòng ngừa các bộ sưu tập bảo tàng (1975). Trung tâm cũng thành lập một thư viện và trung tâm dữ liệu quốc tế mà ngày nay trở thành một nguồn tư liệu không thể thiếu trong hoạt động nghiên cứu và đào tạo trên toàn cầu.

### Các mốc thời gian
Dưới đây là mốc các sự kiện quan trọng trong sự phát triển của Trung tâm
- 2017 – Webber Ndoro được bầu làm Tổng giám đốc ICCROM.
- 2016 – ICCROM hỗ trợ các hoạt động xây dựng năng lực bảo tồn tại khu vực Bagan sau trận động đất ở Myanmar.
- 2015 – ICCROM bổ sung “di sản văn hóa” vào chương trình nghị sự của Hội nghị quốc tế về Giảm thiểu rủi ro thiên tai (WCDRR) lần thứ 3 tại Sendai, Nhật Bản. Khóa học FAC được tổ chức tại Nepal để hỗ trợ khẩn cấp việc phục hồi di sản sau trận động đất ở Nepal.
- 2014 – Trung tâm bảo tồn khu vực ICCROM-ATHAR được khánh thành tại Sharjah, Các Tiểu vương quốc Ả Rập Thống nhất.
- 2013 - Diễn đàn ICCROM về Khoa học Bảo tồn được tổ chức vào tháng 10 năm 2013, tập hợp các chuyên gia trên thế giới nhằm thảo luận tìm ra hướng đi tương thích cho ngành khoa học bảo tồn với chương trình nghị sự toàn cầu.
- 2012 - Khởi động một chương trình mới về Quản lý rủi ro thiên tai (DRM).
- 2011 – Nhà khảo cổ người Ý Stefano De Caro được bầu làm Tổng giám đốc ICCROM. Đưa vào hoạt động diễn đàn RE-ORG hợp tác cùng UNESCO, cung cấp các công cụ và hướng dẫn cho việc tổ chức lại kho lưu trữ cho các bảo tàng nhỏ.
- 2010 – Khóa học “Cấp cứu Di sản Văn hóa” (FAC) được tổ chức tại Rome. Khóa học đa đối tác này cũng diễn ra ở Haiti để ứng phó với trận động đất năm 2010, và kể từ đó đã được tổ chức ở nhiều quốc gia trên toàn thế giới.
- 2009 – Chương trình AFRICA 2009 kết thúc. ICCROM kỷ niệm 50 năm hoạt động.
- 2008 – Khởi xướng chương trình LATAM về bảo tồn ở khu vực Mỹ Latinh và vùng Caribe.
- 2007 –Khóa học đầu tiên về “Bảo vệ âm thanh và hình ảnh” (SOIMA) diễn ra tại Rio de Janeiro, Braz.
- 2006 – Nhà khảo cổ học Algérie, trợ lý Tổng giám đốc phụ trách Văn hóa tại UNESCO, Mounir Bouchenaki, được bổ nhiệm làm Tổng giám đốc. ICCROM kỉ niệm 50 năm ngày kí quyết định thành lập tổ chức.
- 2005 – Khóa học đầu tiên về Giảm thiểu rủi ro cho các bộ sưu tập diễn ra tại Rome.
- 2004 – Khởi xướng kế hoạch thành lập ATHAR (trung tâm bảo tồn các di sản trong khu vực Ả Rập).
- 2003 – Khởi động chương trình Fora (diễn ra mỗi 2 năm) với chủ đề đầu tiên về Di sản Tôn giáo. Khóa học đầu tiên về tư liệu kiến trúc, kiểm kê và các hệ thống thông tin trong lĩnh vực bảo tồn (ARIS) bắt đầu.
- 2002 – Chương trình Thực tập và Nghiên cứu sinh được thành lập. Khóa học “Chia sẻ Chính sách bảo tồn” và chương trình CollAsia (về bảo tồn các bộ sưu tập di sản ở Đông Nam Á) được triển khai. Chương trình nhằm mục đích cải thiện các điều kiện về bảo tồn các bộ sưu tập tại Đông Nam Á thông quá các khóa đào tạo và huấn luyện kĩ năng cho các nhà phục chế cũng như những cá nhân, tổ chức hoạt động trong lĩnh vực bảo tồn bộ sưu tập.
- 2000 – Nhà khảo cổ, nhà giáo dục về bảo tồn người Anh, Nicholas Stanley-Price trở thành Tổng giám đốc của ICCROM. Chương trình Phát triển Bảo tàng (PMDA, nay được gọi là CHDA) bắt đầu ở Mombasa, Kenya.
- 2000 – Điều lệ Riga được thông qua tại Riga ở Latvia vào ngày 23 và 24 tháng 10 năm 2000 tại Hội nghị khu vực về tính xác thực và tái thiết lịch sử trong mối quan hệ với di sản văn hóa.
- 1999 – Khóa học về bảo tồn Urushi (sơn mài Nhật Bản) đầu tiên diễn ra.
- 1998 – Chương trình AFRICA 2009 được triển khai, cung cấp các khóa đào tạo về bảo tồn di sản bất động sản ở châu Phi cận Sahara. Một thỏa thuận cũng được ký kết giữa ICCROM và Đại học Quốc gia Benin nhằm thành lập Trường Di sản châu Phi
- 1997 – Phòng thí nghiệm mang tên Tiến sĩ Harold J. Plenderleith được khánh thành tại ICCROM.
- 1996 – Khóa học đầu tiên về Bảo tồn và Quản lý Di sản Kiến trúc và Khảo cổ dành cho châu Mỹ được tổ chức tại địa điểm khảo cổ Chan Chan ở Trujillo, Peru.
- 1995 – Dự án về Hợp nhất bảo tồn lãnh thổ và đô thị (ITUC) bắt đầu.
- 1994 – Triển khai Chương trình bảo tồn ở Thái Bình Dương PREMO. Văn bản Nara về tính “xác thực” của di sản của được soạn thảo tại Nhật Bản.
- 1993 – Chương trình đào tạo bảo tồn NAMEC ở các nước Maghreb bắt đầu. Chức năng “vận động” của ICCROM được thêm vào luật định
- 1992 – Marc Laenen, giám đốc bảo tàng Bỉ và sử gia nghệ thuật trở thành Tổng giám đốc..
- 1991 – Bắt đầu chiến dịch Media Save Art với mục tiêu nâng cao nhận thức của học sinh về tính dễ tổn thương của di sản văn hóa.
- 1988 – Kiến trúc sư người Ba Lan Andrzej Tomaszewski được bổ nhiệm làm Tổng giám đốc. Khóa học đầu tiên về bảo tồn gỗ được tổ chức tại Trondheim, Na Uy.
- 1986 – - ICCROM giành Giải thưởng Aga Khan về Kiến trúc cho công trình bảo tồn Nhà thờ Hồi giáo Al-Aqsa ở Jerusalem.
- 1985 – Triển khai Chương trình khu vực với PREMA (Bảo tồn bảo tàng ở châu Phi), chương trình dài hạn nhằm đào tạo các chuyên gia châu Phi cận Sahara về bảo tồn phòng ngừa.
- 1982 – Triển khai Chương trình Hỗ trợ kỹ thuật, ban đầu cung cấp thiết bị và vật tư nhỏ, tài liệu giáo khoa, tài liệu bảo tồn, đăng ký hàng năm cho các tạp chí bảo tồn và bản sao cho các tổ chức công và tổ chức phi lợi nhuận.
- 1981 – Nhà khảo cổ học Thổ Nhĩ Kỳ Cevat Erder trở thành Tổng giám đốc.
- 1977 – Bernard M. Feilden được bổ nhiệm làm Tổng giám đốc, đổi tên Trung tâm thành ICCROM.
- 1976 – Khóa học đầu tiên về bảo tồn đá ở Venice được tổ chức. Công việc phục hồi được thực hiện sau trận động đất ở Friuli, Ý.
- 1975 – Khóa học đầu tiên về Bảo tồn phòng ngừa trong Bảo tàng được tổ chức.
- 1973 – Khóa học đầu tiên về Khoa học Bảo tồn (SPC) được tổ chức.
- 1972 – UNESCO công nhận Trung tâm là cơ quan tư vấn của Công ước Di sảnThế giới.
- 1971 – Paul Philippot trở thành Tổng giám đốc và đổi tên từ "Trung tâm Rome" thành "Trung tâm quốc tế về bảo tồn".
- 1968 – Khóa học đầu tiên về Bảo tồn Tranh tường (MPC) được tổ chức.
- 1966 – ICCROM tham gia phản ứng quốc tế đầu tiên đối phó với lũ lụt ở Florence và Venice.
- 1965 – Khóa học đầu tiên về Bảo tồn Kiến trúc (ARC) được tổ chức.
- 1964 – Trung tâm tham gia vào việc soạn thảo Điều lệ Venice cũng như giải cứu các di tích thuộc Thung lũng sông Nin, bao gồm Đền thờ Abu Simbel.
- 1961 – Thư viện của trung tâm đi vào hoạt động, trở thành nguồn tài liệu tra cứu hàng đầu trong lĩnh vực bảo tồn.
- 1960 – Kì họp Đại hội đồng đầu tiên được tổ chức.
- 1959 – Trung tâm bắt đầu hoạt động, Plenderleith làm Tổng giám đốc đầu tiên..
- 1958 – Trung tâm trở thành một thực thể pháp lý với sự gia nhập của 5 quốc gia đầu tiên
- 1957 – Hiệp định được ký kết giữa UNESCO và Italy để thành lập Trung tâm tại Rome. Áo trở thành quốc gia thành viên đầu tiên. becomes the first Member State.
- 1956 – Đại hội UNESCO quyết định thành lập một cơ quan về bảo tồn di sản.

## Cơ cấu tổ chức
ICCROM được tổ chức với một Đại hội đồng, một Hội đồng chấp hành và Ban thư kí.

### Đại Hội đồng
Đại hội đồng bao gồm các đại diện từ tất cả các quốc gia thành viên ICCROM. Đại hội đồng họp ở Rome hai năm một lần nhằm thảo luận chính sách của tổ chức, phê duyệt chương trình hoạt động và ngân sách cũng như bầu ra Hội đồng và Tổng giám đốc.
Đại hội đồng cũng thông qua các báo cáo về các hoạt động của Hội đồng và Ban Thư ký, xác định sự đóng góp của quốc gia thành viên, thông qua và sửa đổi các điều lệ và quy định của ICCROM khi cần thiết.

### Hội đồng
Các thành viên của Hội đồng ICCROM được lựa chọn trong số những chuyên gia hàng đầu thế giới trong lĩnh vực trên toàn thế giới. Việc lựa chọn các thành viên của Hội đồng, dựa trên nguyên tắc công bằng từ tất cả các khu vực văn hóa trên thế giới, cũng như các lĩnh vực chuyên môn có liên quan.
Hội đồng họp hàng năm tại trụ sở ICCROM tại Rome.

### Ban thư ký
Ban thư ký của ICCROM bao gồm Tổng giám đốc và các chuyên viên. Tổng giám đốc đứng đầu cơ quan hành chính, chịu trách nhiệm thực hiện chương trình hoạt động đã được phê duyệt. Ban thư kí tổ chức công việc theo các lĩnh vực sau: bảo tồn các địa danh (di tích, di chỉ khảo cổ, thành phố lịch sử, vv), bảo tồn bộ sưu tập, kiến thức và truyền thông (thư viện và lưu trữ, ấn phẩm, trang web vv.) cũng như các vấn đề về hành chính và tài chính.

## Quốc gia thành viên
- Afghanistan – (07.02.2010)
- Ai Cập – (05.11.1959)
- Albania – (02.04.1962)
- Algérie – (18.01.1973)
- Andorra – (04.06.1998)
- Angola – (04.06.1992)
- Liên hiêp Anh và bắc Ireland – (04.01.1968)
- Áo – (20.05.1957)
- Ả rập Xê út – (15.01.2006)
- Các Tiểu vương quốc Ả Rập Thống nhất – (22.01.2010)
- Argentina – (29.08.1988)
- Armenia – (05.05.2004)
- Australia – (26.06.1975)
- Azerbaijan – (03.01.2002)
- Ấn Độ – (02.10.1961)
- Bahrain – (15.12.2005)
- Ba Lan  – (10.05.1958)
- Bangladesh – (18.10.2007)
- Barbados – (01.04.1985)
- Bỉ – (07.07.1959)
- Benin – (05.06.1986)
- Bolivia – (17.12.2004)
- Bosnia và Herzegovina – (19.07.2000)
- Botswana – (02.02.2002)
- Bồ Đào Nha – (14.09.1967)
- Bờ biển Ngà – (17.12.1985)
- Brazil – (21.08.1964)
- Brunei Darussalam – (24.12.2005)
- Bulgaria – (12.01.1960)
- Burkina Faso – (04.01.1988)
- Campuchia – (03.06.1961)
- Cameroon – (03.06.1995)
- Canada – (07.11.1978)
- Chad – (02.02.2000)
- Chile – (03.02.1981)
- Colombia – (18.05.1971)
- Cộng hòa Congo – (18.04.1999)
- Croatia – (18.10.1993)
- Cuba – (25.06.1971)
- Cộng hòa Síp – (02.05.1963)
- Cộng hòa Dominica – (20.02.1958)
- Đan Mạch – (01.01.1973)
- Đức – (30.10.1964)
- Ecuador – (19.11.2003)
- Estonia – (09.02.2001)
- Ethiopia – (05.12.1975)
- Gabon – (20.03.1961)
- Gambia – (10.01.1999)
- Ghana – (12.02.1959)
- Guatemala – (18.09.1975)
- Guyana – (16.10.1999)
- Gruzia – (23.12.2001)
- Hà Lan – (14.04.1959)
- Haiti – (21.05.1992)
- Hàn Quốc – (22.07.1968)
- Hoa Kỳ – (20.01.1971)
- Honduras – (26.05.1964)
- Hungary – (29.11.2017)
- Hy Lạp – (17.03.1987)
- Iran – (18.12.1972)
- Iraq – (28.10.2011)
- Ireland – (22.12.1986)
- Israel – (23.05.1958)
- Jordan – (06.07.1958)
- Kenya – (03.05.1998)
- Kuwait – (20.03.1962)
- Cộng hòa DCND Lào – (21.06.2006)
- Latvia — (31.03.2012)
- Liban – (02.07.1958)
- Lesotho – (01.07.2007)
- Libya – (01.09.1959)
- Litva – (21.10.1991)
- Luxembourg – (18.12.1978)
- Macedonia – (12.10.1993)
- Madagascar – (03.09.1963)
- Malaysia – (04.11.1966)
- Maldives – (07.07.2012)
- Mali – (19.11.2003)
- Malta – (24.08.1965)
- Maroc – (24.04.1958)
- Mauritania – (29.11.2009)
- Mauritius – (29.07.1998)
- México – (17.07.1961)
- Monaco – (13.12.2007)
- Montenegro – (16.09.2007)
- Mozambique – (17.12.2003)
- Mông Cổ – (30.07.2003)
- Myanmar – (05.10.1987)
- Namibia – (28.11.1998)
- Na Uy – (01.01.1980)
- Cộng hòa Nam Phi – (17.01.2004)
- Nepal – (23.06.1969)
- New Zealand – (19.03.1987)
- Nga – (01.05.2014)
- Nhật Bản – (19.12.1967)
- Nicaragua – (30.08.1971)
- Nigeria – (12.12.1961)
- Oman – (13.12.2003)
- Pakistan – (30.10.1963)
- Paraguay – (21.06.1973)
- Peru – (05.02.1962)
- Pháp – (25.09.1964)
- Phần Lan – (03.07.1981)
- Philippines – (15.12.1983)
- Qatar – (26.04.2012)
- Romania – (19.06.1960)
- Rwanda – (17.12.2004)
- Cộng hòa Séc – (30.03.1996)
- Sénégal – (15.01.2006)
- Serbia – (17.06.1959)
- Seychelles – (05.10.2006)
- Slovakia – (24.11.2000)
- Slovenia – (29.03.1996)
- Sri Lanka – (04.09.1958)
- Sudan – (10.11.1960)
- Syria – (05.11.1959)
- Swaziland – (25.10.2007)
- Cộng hòa Tanzania – (21.04.2004)
- Tây Ban Nha – (19.04.1958)
- Thụy Điển – (01.09.1969)
- Thụy Sĩ – (25.03.1959)
- Thái Lan – (08.02.1967)
- Togo – (11.09.2005)
- Trinidad và Tobago – (18.11.2007)
- Tunisia – (21.05.1969)
- Thổ Nhĩ Kì – (07.01.1969)
- Trung Quốc – (14.06.2000)
- Ukraine – (15.01.2016)
- Uruguay – (09.03.2002)
- Venezuela – (29.11.1989)
- Việt Nam – (07.08.1972)
- Ý – (24.10.1960)
- Yemen – (18.06.2008)
- Zambia – (12.09.2003)
- Zimbabwe – (19.11.1993)

## Tổng Giám đốc
- Harold J. Plenderleith (1959-1971)
- Paul Philippot (1971-1977)
- Ngài Bernard M. Andy Watson (1977-1981)
- Cevat Erder (1981-1988)
- Andrzej Tomaszewski (1988-1992)
- Marc Laenen (1992-2000)
- Nicholas Stanley-Price (2000-2005)
- Mounir Bouchenaki (2006 - 2011)
- Stefano De Caro (2012-2017)
- Webber Ndoro (2018–nay)

## Giải thưởng ICCROM
Từ năm 1979, giải thưởng ICCROM ra đời nhằm tôn vinh những cá nhân có đóng góp đáng kể cho sự phát triển của tổ chức cũng như có chuyên môn đặc biệt trong lĩnh vực bảo tồn và phục chế các di sản văn hóa. Giải thưởng được tổ chức 2 năm một lần và trao cho một đến hai ứng viên, bầu ra bởi Hội đồng. Danh sách các cá nhân nhận giải thưởng: (theo thứ tự bảng chữ cái) 
- Om Prakash Sy – (1993)
- Italo C. Angle – (1984)
- Gräfin Agnes Ballestrem – (1995)
- Mounir Bouchenaki – (2000)
- Cesare  Brandi – (1979)
- Giovanni Carbonara – (2017)
- Maurice Chehab – (1979)
- Paul Coremans – (1979)
- Hiroshi Daifuku – (1979)
- Abdel-Aziz Daoulatli – (2005)
- William De Angelis d'Ossat – (1979)
- Vasile Dragut – (1990)
- Cevat Erder – (1997)
- Bernard M. Andy Watson – (1995)
- Hans Foramitti – (1983)
- Albert France-Lanord – (1988)
- Piero Gazzola – (1979)
- Gaël de Guichen – (2001)
- Frederic Gysin – (1979)
- Charles Gruchy – (1997)
- Tomokichi Chizuru – (1986)
- Jukka Jokilehto – (2000)
- Marisa Laurenzi Tabasso – (2009)
- Raymond Lemaire – (1981)
- Johan Lodewijks – (1992)
- Zhou Lu– (2013)
- Stanislas Lorentz – (1979)
- Nils Marstein – (2009)
- Giovanni Massari – (1981)
- Katsuhiko Masuda – (2007)
- Laura Mora – (1984)
- Paolo Mora – (1984)
- Bruno Mühlethaler – (1988)
- Webber Ndoro - (2015)
- Colin Perry – (2003)
- Paul Perrot – (1990)
- Paul Philippot – (1981)
- Harold J. Plenderleith – (1979)
- Gianfranco Pompeii – (1979)
- Ngài Norman Reid – (1983)
- Herb Stovel – (2011)
- Jean Taralon – (1984)
- Johannes Taubert (1984)
- Garry Thomson – (1986)
- Agnes Timar-Balazsy – (2001)
- Giorgio Torraca – (1990)
- Gertrude Tripp – (1981)
- Giovanni Urbani – (1993)
- Arthur Van Schendel – (1979)